# Vikinský futhork

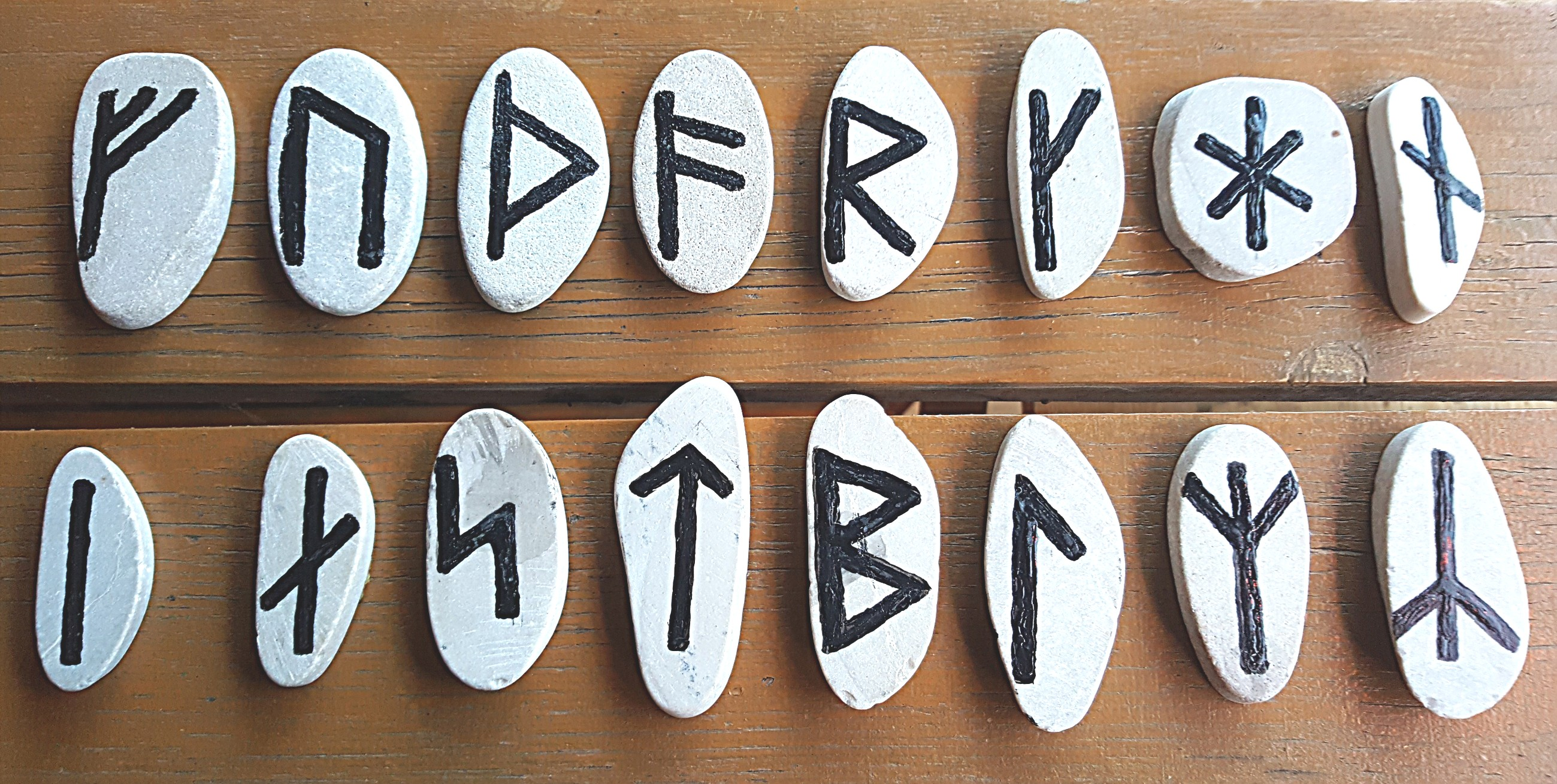
Vikinský futhork

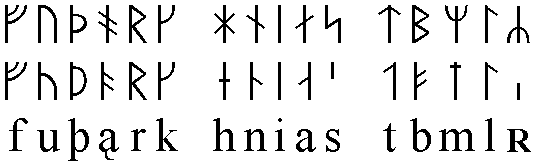
Přehled znaků vikinského futhorku. Horní znaky jsou dánské (dlouze rozvětvené) a spodní jsou švédsko-norské (krátce rozvětvené).

Vikinský futhork je jedním ze způsobů zápisu runových znaků. Jedná se o mladší runovou abecedu než je germánský futhark prostý a jeho název je odvozen od zvuku prvních run (F, U, Th, O, R, K). Vznikl okolo roku 800 n. l. Počet run byl zredukován na 16. Znaky jsou rozděleny do tří skupin, tzv. aettů (psáno též ætt), po šesti, pěti a pěti symbolech. Existují dvě verze - dánská a švédsko-norská, jak je vidět na obrázku.